# Домоевая кислота
Домо́евая кислота́ (также известна под названием «кислота зомби») — нейротоксин, вызывающий амнезию при отравлении моллюсками; аналог каиновой кислоты и пролина. Структурно является гетероциклической непротеиногенной аминокислотой. В окружающей среде может достигать значительных концентраций при цветении воды в морях.

## Открытие и распространение
Домоевая кислота была впервые выделена из красной водоросли Chondria armata, которая по-японски называется «доомои» (англ. dōmoi) или «ханаянаги». «Доомои» ранее использовалась как антигельминтное средство на юге Японии. Также домоевая кислота производится диатомовыми водорослями рода Pseudo-nitzschia и видом Nitzschia navis-varingica из рода Nitzschia.
В 2003 году было установлено, что домоевую кислоту вырабатывает также динофлагеллята Prorocentrum lima.
При выращивании в чистой культуре Pseudo-nitzschia multiseries практически полностью прекращают синтез домоевой кислоты; но при попадании в культуру бактерий синтез домоевой кислоты в клетках этой диатомовой водоросли обновляется, что может играть защитную роль.
Американские учёные также установили, что при добавлении к чистой культуре Pseudo-nitzschia multiseries мочевины синтез домоевой кислоты увеличивается во много раз. Водоросли становятся продуцентом яда.
Мочевина активно используется во многих вещах, и особенно в больших количествах как азотное удобрение. Она смывается в морские заливы во время ливней и паводков с суши (с полей, неочищенные сточные воды…) и вызывает бурный рост и цветение водорослей.
Расширение географии и учащение цветения воды в морях вдоль побережий с высокой плотностью населения делает отравление домоевой кислотой потенциально всё более опасным фактором экологического риска.
Массовые отравления морских животных домоевой кислотой на побережье Калифорнии (США) совпадают с периодами сильных ливней, наводнений и приходом Эль-Ниньо.

## Токсикология
В последние годы Центром изучения морских млекопитающих и другими научными учреждениями был выполнен значительный объём токсикологических исследований эффектов домоевой кислоты. Было изучено влияние продуцирования домоевой кислоты при цветении воды на частоту нейрологических расстройств у морских млекопитающих Тихого океана.
В природе домоевая кислота накапливается в тканях морских организмов, которые питаются фитопланктоном, таких как двустворчатые моллюски, анчоусы и сардины.
Попадая в организм млекопитающих, включая человека, домоевая кислота действует на каинатные рецепторы центральной нервной системы как глутаматный активатор, перевозбуждая нервную систему и вызывая в ней дегенеративные эффекты. Эти эффекты включают потерю кратковременной памяти и токсикологические повреждения головного мозга; при сильной степени отравления возможен смертельный исход. У морских млекопитающих типичными симптомами отравления являются судороги и тремор. При попадании в мозг домоевая кислота чаще всего поражает гиппокамп и миндалевидное тело. На клеточном уровне она вызывает явление эксайтотоксичности, из-за гиперактивации АМРА- и каинатных рецепторов.